# Epidapus obstinatus
Epidapus obstinatus är en tvåvingeart som beskrevs av Mohrig, Roeschmann och Björn Rulik 2004. Epidapus obstinatus ingår i släktet Epidapus och familjen sorgmyggor.
Artens utbredningsområde är Dominikanska republiken. Inga underarter finns listade i Catalogue of Life.